# Botschaft Katars in Berlin

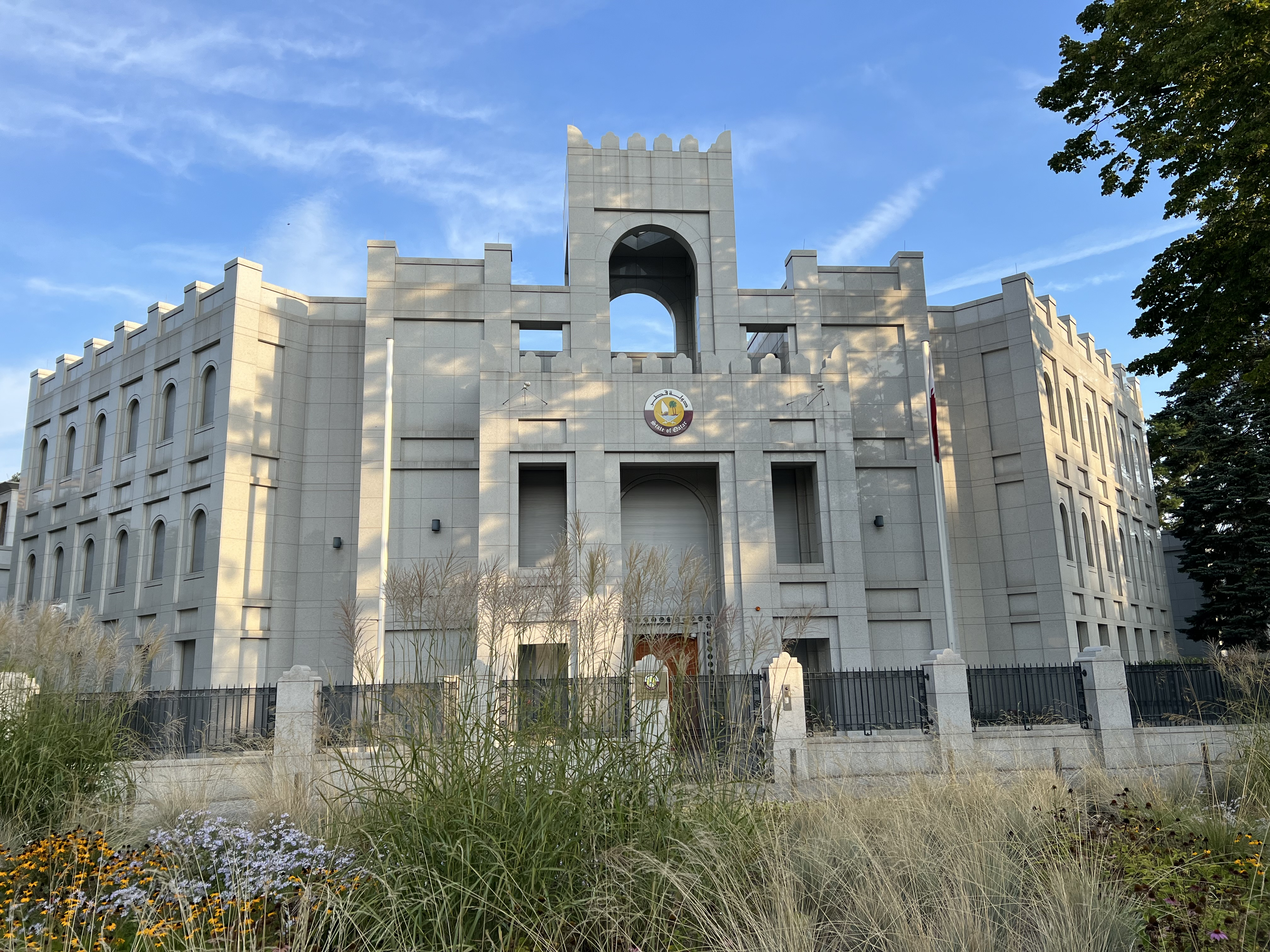
Botschaft in der Hagenstraße 56 in Berlin-Grunewald

Die Botschaft Katars in Berlin ist die diplomatische Vertretung von Katar in Deutschland. Sie befindet sich in der Hagenstraße 56 im Ortsteil Grunewald des Bezirks Charlottenburg-Wilmersdorf. Botschafter ist seit dem 4. September 2024 Ibrahim A.S. Al-Hamar.
In Bonn gibt es eine Außenstelle der Botschaft in der Godesberger Allee 77–81 und in München ein Generalkonsulat.

## Geschichte
Am 15. Januar 1973 nahmen Katar und die Bundesrepublik Deutschland diplomatische Beziehungen auf.

## Gebäude
Das Botschaftsgebäude mit einem dreieckigen Grundriss steht an der Ecke Hagenstraße / Teplitzer Straße, wo sich auch der Haupteingang in einem mit einem Windturm bekrönten Gebäude befindet. Es wurde auf einem knapp 4000 m² großen Grundstück am Grunewalder Roseneck erbaut, auf dem sich bis 1939 die private Waldschule Grunewald befand. Der Entwurf des Gebäudes wurde 1999 vom Londoner Architekten John S. Bonnington in Zusammenarbeit mit dem Berliner Architekturbüro Duane Phillips vorgelegt. Es wurde von 2003 bis 2004 für rund 18 Millionen Euro errichtet und hat insgesamt eine Grundfläche von 2300 m². Die Gestaltung ist der traditionellen Architektur Katars nachempfunden und weist deren typische Merkmale auf. Die Fassade wurde mit geschliffenem grauen spanischen Granit verkleidet.
Die Residenz des Botschafters liegt ca. 900 m von der Botschaft entfernt im Ortsteil Dahlem des Bezirks Steglitz-Zehlendorf an der Max-Eyth-Straße 2 und weist ähnliche architektonische Merkmale auf. Sie hat 1800 m² Wohnraum.